# Gerty Cori
Gerty Theresa Cori (lánykori nevén Radnitz) (Prága; 1896. augusztus 15. – St. Louis, 1957. október 26.) cseh-amerikai biokémikus. 1947-ben férjével, Carl Corival és az argentin Bernardo Houssay-al közösen orvostudományi Nobel-díjban részesült a glikogén metabolizmusának felderítéséért. Ő volt a harmadik nő, aki Nobel-díjat, és az első, aki orvostudományi Nobel-díjat kapott.

## Tanulmányai
Gerty Theresa Radnitz 1896. augusztus 15-én született, prágai zsidó családban. Apja Otto Radnitz vegyész volt, aki egy cukorgyárban dolgozott és új eljárást dolgozott ki a cukorfinomításra. Anyja, Martha Radnitz Franz Kafka baráti körébe tartozott. Gertyt 10 éves koráig magántanár oktatta, utána a prágai lánylíceumba járt, 1914-ben pedig a tetscheni reálgimnáziumban leérettségizett. Orvos szeretett volna lenni, amiben gyermekorvos nagybátyja is támogatta, és beiratkozott a Károly Egyetemre. Itt ismerkedett meg Carl Corival, leendő férjével. Gerty 1920-ban fejezte be az egyetemet és ugyanebben az évben áttért a római katolikus vallásra és Bécsben összeházasodott Carllal. Gerty a bécsi Karolinen Kinderspitalban helyezkedett el gyermekorvosként és kísérleteket végzett a szervezet hőszabályozásával és a vérszérum komplementrendszerével kapcsolatban. A háború utáni Bécsben nehéz volt a kutatók élete, Gerty a hiányos táplálkozás miatt A-vitamin hiánya okozta xerophthalmiában is szenvedett. Az anyagi problémák és az erősödő osztrák antiszemitizmus miatt a házaspár úgy döntött, hogy kivándorolnak Amerikába. 

## Kivándorlás Amerikába
1922-ben előbb Carl, majd fél évvel később Gerty Cori is az Egyesült Államokba utaztak, ahol a New York állambeli Buffalóban a Rosszindulatú Betegségek Állami Kutatóintézetében (State Institute for the Study of Malignant Diseases, ma Roswell Park Cancer Institute) helyezkedtek el biokémikus kutatókként. 1928-ban mindketten megkapták az amerikai állampolgárságot.

„Állandóan a laboratóriumban volt, ahol mi ketten dolgoztunk. Mi magunk mostuk el a laboratóriumi üvegedényeket és ő néha keserűen panaszkodott, hogy Carl soha nem segít neki mosogatni. Mikor elfáradt, visszavonult a laboratórium melletti kis irodájába, ahol lepihent egy kis összecsukható ágyra. Szüntelenül dohányzott és állandóan hullott a cigarettája hamuja.”

– Joseph Larner

## Tudományos munkássága

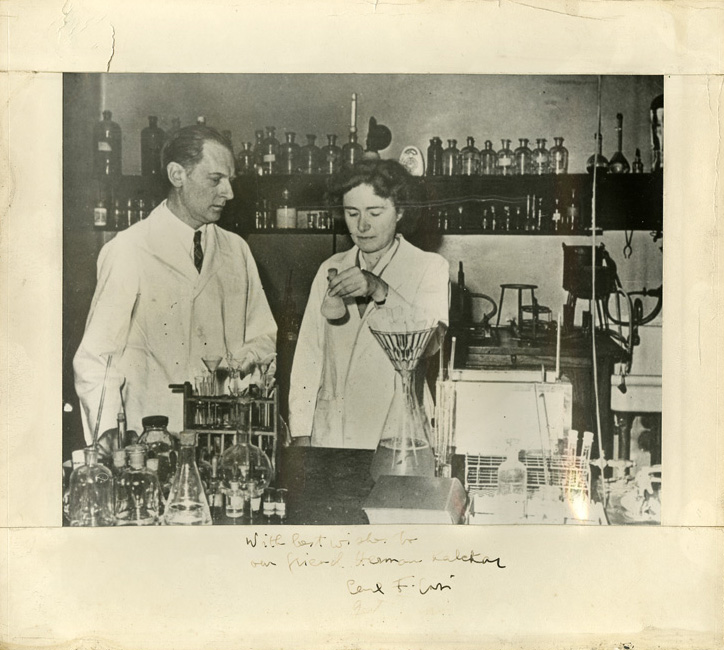
Gerty és Carl Cori a laboratóriumban

Gerty és Carl közösen végezték kísérleteiket, bár ez kiváltotta környezetük rosszallását, "amerikaiatlannak" tartották, hogy férj és feleség együtt dolgozzon a munkahelyen. Munkájuk a szénhidrátok anyagcseréjére vonatkozott, elsősorban a glükóz lebontására, tárolására, illetve hogy egyes hormonok (mint az inzulin vagy az adrenalin) hogyan befolyásolják szintjét a vérben. Buffalóban összesen ötven cikket közöltek, mindig azt a felet jelölve meg első szerzőként (a tudományos közleményekben fontos, hogy kit jelölnek meg elsőként a szerzők között) aki nagyobb mértékben járult hozzá a témához. Gerty Cori 11 cikket jelentetett meg egyedül. 1929-ben felfedezték a Cori-ciklusnak nevezett folyamatot, melyben az izomban lebontott glükózból tejsav keletkezik, amit a vér a májhoz szállít, amely a tejsavból újra glükózt szintetizál.
1931-ben Carl Corinak felajánlották a St. Louisi Washington Egyetem farmakológiai tanszékének vezetését. Vonakodva, de elfogadták, hogy Gertyt is felveszik kutatóasszisztensnek, annak ellenére, hogy közös munkájukból egyenlő részt vállalt. Fizetése mindössze egytizede volt férjének. 1943-ban előléptették adjunktussá, 1947-ben pedig, néhány hónappal a Nobel-díj odaítélése előtt pedig teljes professzori státuszt kapott, amit haláláig betöltött.
St. Louisban béka izomszövetéből sikeresen izolálták a glikogén lebomlásának termékét, a glükóz-1-foszfátot, amit ma néha Cori-észternek neveznek. Meghatározták, hogy reakciót a glikogén-foszforiláz enzim katalizálja, és hogy ez az első lépése annak a folyamatnak, ahogyan az energiaraktárként funkcionáló glikogénből glükóz keletkezik. Mivel a folyamat megfordítható, ezáltal raktározódik el a fölös cukor is. Gerty Cori tanulmányozta a glikogénraktározás kóros eseteit is és négy külön formáját határozta meg, amelyeket más-más enzimdefektusra lehetett visszavezetni. Ő volt az első, aki kimutatta hogy egy enzimdefektus az oka egy genetikai betegség tüneteinek. 

## Elismerései
Gerty és Carl Cori 1947-ben elnyerte az orvostudományi Nobel-díjat "a glikogén katalitikus átalakításának felfedezéséért". Ketten együtt a pénzjutalom felét kapták; a másik fele a harmadik díjazotté, az argentin Bernardo Houssay-é lett. Ezzel Gerty Cori lett a harmadik nő (Marie Curie és Irène Joliot-Curie után) aki megkapta a rangos tudományos elismerést, és az első aki orvostudományi Nobel-díjban részesült. Megválasztották az Amerikai Tudományos Akadémia tagjává is, ő volt a testület negyedik női tagja.
Gerty Coriról krátert neveztek el a Holdon és a Vénuszon. 2008-ban az amerikai posta bélyeget adott ki az emlékére (amelyen rosszul szerepel a glükóz-1-foszfát képlete).

## Halála
Nem sokkal a Nobel-díj odaítélése előtt, egy Sziklás-hegységben tett túra során kiderült, hogy Gertynek mieloszklerózisa, a csontvelőt megtámadó, gyógyíthatatlan betegsége van. Tíz évig küzdött a betegséggel, miközben folytatta a kutatómunkáját. Gerty Cori 1957. október 26-án hunyt el St. Louisi otthonában, 61 évesen. Házasságából egy gyermek származott, Carl Thomas Cori, akiből a Sigma-Aldrich vegyipari konszern vezérigazgatója lett. 

## Fordítás
- Ez a szócikk részben vagy egészben  a   Gerty Cori című angol Wikipédia-szócikk ezen változatának fordításán alapul.  Az eredeti cikk szerkesztőit annak laptörténete sorolja fel. Ez a jelzés csupán a megfogalmazás eredetét és a szerzői jogokat jelzi, nem szolgál a cikkben szereplő információk forrásmegjelöléseként.